# Verónica Juárez-Jaimes
Blanca Verónica Juárez-Jaimes  (Ciudad de México, 1959) es una botánica, taxónoma, bióloga, conservadora, y profesora mexicana. Ha trabajado extensamente con investigaciones en la familia de las asclepiadáceas de Centro y Sudamérica.
Desarrolla actividades administrativas, académicas, y científicas en el Instituto de Biología de la Universidad Nacional Autónoma de México (UNAM) encargada de la "Sala Opuntia.
Obtuvo en 1998, la maestría, por la Universidad Nacional Autónoma de México; y, antes, en 1987, la licenciatura en biología por la misma casa de altos estudios.
Es autora en la identificación y nombramiento de nuevas especies para la ciencia, a abril de 2016, posee 17 registros de especies nuevas para la ciencia, especialmente de la familia Asclepiadaceae, y con énfasis del género Marsdenia, publicándolos habitualmente en Novon, y en Revista Mex. Biodivers. (véase más abajo el vínculo a IPNI).

## Algunas publicaciones
- blanca verónica, Juárez-Jaimes,lucio Lozada-Pérez. 2015. Marsdenia microcarpa, a new species of Marsdenia (Apocynaceae, Asclepiadoideae) from montane Guerrero, Mexico. Phytotaxa 217 (1): 92 – 95.
- ------------------, Alfredo Saynes. 2015. A New Species of Marsdenia (Apocynaceae, Asclepiadoideae) from the Pochutla Region in the State of Oaxaca, Mexico. Novon A Journal for Botanical Nomenclature 24 (1): 27 - 30 DOI: 10.3417/2012058 resumen.
- ------------------, a.l.m. Ángeles-Trujillo. 2013. El Género Marsdenia (Apocynaceae: Asclepiadoideae) en Guerrero. Revista Mexicana de Biodiversidad, 84 (2): 425 - 438.
- e. Maldonado, verónica Juárez-Jaimes. 2013. Chemical constituents from Marsdenia callosa. Biochemical Systematics and Ecology, 48: 219 - 221.
- l.o. Alvarado-Cárdenas, verónica Juárez-Jaimes. 2012. Una especie nueva de Tabernaemontana (Apocynaceae:Rauvolfioideae) de México, seriamente amenazada en su hábitat. Revista Mexicana de Biodiversidad, 83 (2): 334 - 340.
- g. Gutiérrez-Granados, verónica Juárez-Jaimes, r.e. Alcalá. 2011. Natural and human disturbances affect natural regeneration of Swietenia macrophylla: Implications for rainforest management. Forest Ecology and management, 262 (2): 161 - 169.
- blanca verónica Juárez-Jaimes, l.o. Alvarado-Cárdenas. 2010. Dos especies nuevas de Marsdenia R.Br. (Apocynaceae) de México. Candollea, 65 (1): 63 - 68 resumen.
- -------------------, w.d. Stevens, l. Lozada-Pérez. 2009. Gonolobus spiranthus (Apocynaceae, Asclepiadoideae), una Nueva Especie de la Vertiente del Pacífico Mexicano. Novon 19 (4): 479 - 481.
- -------------------. 2008. Una Nueva Especie de Marsdenia (Apocynaceae, Asclepiadoideae) de la Región de Chamela Cuixmala del Estado de Jalisco, México. Novon: A Journal for Botanical Nomenclature 18 (3): 357 - 360. doi: http://dx.doi.org/10.3417/2006160
- a.m. Fernández-Brewer, verónica Juárez-Jaimes, l. Cortes-Zarraga. 2008. Usos de las especies del género Asclepias L. (Apocynaceae, Asclepiadoideae), información del Herbario Nacional de México, MEXU. Polibotánica 25: 155 - 171.
- m. Fishbein, blanca verónica Juárez-Jaimes, l.o. Alvarado-Cárdenas. 2008. Resurrection of Asclepias schaffneri (Apocynaceae, Asclepiadoideae), a rare, Mexican Milkweed. Madroño, 55 (1): 69 - 75.
- blanca verónica Juárez-Jaimes, l.o. Alvarado-Cárdenas, j.l. Villaseñor. 2007. La familia Apocynaceae sensu lato en México: diversidad y distribución. Revista Mexicana de Biodiversidad 78 (2): 459 - 482.
- --------------------, w.d. Stevens. 2005. Una nueva especie de México y Centroamérica, Marsdenia (Apocynaceae, Asclepiadoideae, Marsdenieae). Novon 15: 552 - 554.
- --------------------, ---------------. 2005. Una nueva especie de México y Centroamérica, Marsdenia hiriartiana (Apocynaceae, asclepiadoideae, marsdenieae). Novon, A Journal for Botanical Nomenclature 15 (4): 552 - 554 ISSN 1055-3177
- --------------------, a. Campos–Villanueva. 2003. Especie nueva de Marsdenia (Asclepiadaceae), de Los Tuxtlas, Veracruz, México. Anales del Instituto de Biología, Universidad Nacional Autónoma de México, Serie Botánica 74: 73 – 78.
- --------------------. 2003. Lectotipificación de Marsdenia edulis (Asclepiadaceae). Anales del Instituto de Biología, Universidad Nacional Autónoma de México, Serie Botánica, 74 (1): 1 - 3.
- w.d. Stevens, blanca verónica Juárez-Jaimes. 1999. A new Marsdenia (Apocynaceae, Asclepiadoideae) from Baja California. Novon, 9: 565 - 567.
- blanca verónica Juárez-Jaimes, w.d. Stevens. 1997. Una nueva especie del sur de México, Marsdenia callosa (Asclepiadaceae). Novon 7: 253 – 255.
- ---------------------, ---------------. 1995. Una nueva especie de Marsdenia (Asclepiadaceae) de México. Novon 5: 337 - 339 resumen.

### Libros
- 2003. Asclepiadaceae, v. 37 de Flora del Valle de Tehuacán-Cuicatlán. Autores verónica Juárez Jaimes, lucio Lozada Pérez. Publicó UNAM, 57 p. ISBN 970321293X, ISBN 9789703212934

### Cap. de libros
- verónica Juárez-Jaimes. 2013. Sala Opuntia. En: M. Olvera-García y M. H. Flores-Olvera (comp.) Índice de Géneros en el Herbario Nacional de México (MEXU). Instituto de Biología, Universidad Nacional Autónoma de México. http://unibio.unam.mx/generosmexu/index.jsp
- l.o. Alvarado-Cárdenas, verónica Juárez-Jaimes. 2011. Angiospermae Magnoliopsida. Apocynaceae Juss. 174-177. En: A. J. García-Mendoza, y J. A. Meave (eds.) Diversidad florística de Oaxaca: de musgos a angiospermas (colecciones y lista de especies). Universidad Nacional Autonóma de México y Comisión Nacional para el Conocimiento y Uso de la Biodiversidad. Distrito Federal, México. 352 p.
- blanca verónica Juárez-Jaimes, l.o. Alvarado-Cárdenas, l. Lozada Pérez. 2010. Apocynacae. 197-317. En: J. Labastida, E. Morales-Campos, J. L. Godínez-Ortega, F. Chiang-Cabrera, M. H. Flores-Olvera, A. Vargas-Valencia y M. E. Montemayor-Aceves (coords.) José Mariano Mociño y Martín de Sessé: La Real Expedición Botánica a Nueva España. De familia Acanthaceae a familia Asparagaceae. Ilustraciones de Atanasio Echeverría y Godoy y Juan de Dios Vicente de la Cerda. Universidad Nacional Autónoma de México y Colegio de Sinaloa. Distrito Federal, México, v. 2, 399 p.
- 2007. Flora Del Valle de Tehuacan-Cuicatlan, v. 48. Autor Leonardo O. Alvarado-Cárdenas. Publicó UNAM, 31 p. ISBN 9703243673, ISBN 9789703243679 cap. 'Asclepiadaceae.
- j.l. Villaseñor, e. Ortiz, blanca verónica Juárez-Jaimes. 2004. Asteraceas. 177-192. En: A. J. García-Mendoza, M. J. Ordóñez y M. Briones-Salas (eds.) Biodiversidad de Oaxaca. 1ª. Instituto de Biología, UNAM, Fondo Oaxaqueño para la Conservación de la Naturaleza y World Wildlife Fund. Distrito Federal, México. 605 p.
- blanca verónica Juárez-Jaimes, l. Lozada-Pérez. 2003. Flora del Valle de Tehuacan-Cuicatlan. Fascículo 37. Asclepiadaceae. Instituto de Biología, UNAM. Distrito Federal, México. 57 p.
- ---------------------. 1991. "Flora palinológica de Guerrero: Simaroubaceae, Fasc. 2 de Flora palinológica de Guerrero, Judith Márquez-Guzmán, ISBN 9683607659, ISBN 9789683607652 Prensas de ciencias, editores Beatriz Ludlow-Wiechers, Nelly Diego-Pérez, Judith Márquez-Guzmán. Publicó UNAM, 11 p. ISBN 9683624731, ISBN 9789683624734

## Membresías
- Sociedad Botánica de América.